# Chablé
La Villa Chablé está situada en la margen derecha del río Usumacinta, en el municipio de Emiliano Zapata, estado de Tabasco.

## Población
Tiene una población de 4000 habitantes, siendo la segunda localidad más poblada del municipio después de la cabecera municipal.

## Altitud
Chable está a 10 m s. n. m.

## Clima
El clima tropical húmedo es una característica muy singular de la región, con temperaturas que van de los 15 °C en los meses más fríos (enero y diciembre) hasta 44 °C en los más calurosos; la temperatura promedio es de 26 °C, la cual en razón de la escasa altura con relación al nivel del mar permanece constante.

## Economía
La actividad más importante es la agricultura, especialmente la sandía, el maíz y el melón. Por su invaluable ubicación al margen del río Usumacinta, la pesca también es prioritaria en la economía local. 
Al ser paso obligado de la carretera federal n.º 186 Villahermosa-Chetumal, la mayoría de los servicios formales e informales de la villa se ubican a ambos extremos de la carpeta asfáltica. Restaurantes, refaccionarias automotrices, lavado de vehículos, vulcanizadoras, alojamiento, entre otros, son algunos de los distintos giros que están siempre a la disposición de locales y foráneos.

## Distancia
Su distancia de la cabecera municipal es de 20,5 km y se localiza sobre la carretera federal n.º 186 Villahermosa-Chetumal, justo en el límite con el estado de Chiapas y muy cerca de límite con Campeche, las comunidades más cercanas son Jobal, Nuevo Chablé y La Guayaba.

## Educación

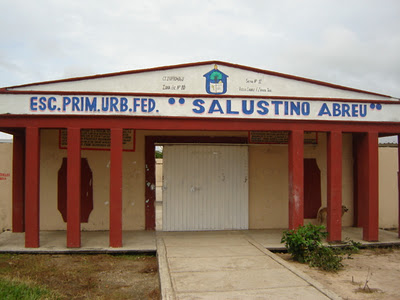
Escuela Primaria Urbana Federal Salustino Abreu

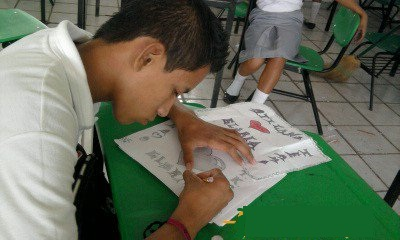
Alumno Cobatab 48, Villa Chablé

Jardín de niños Carmen Cadena de Buendía 
Escuela primaria Salustino Abreu (turno matutino)  
Escuela primaria Miguel Ángel Aguirre Torruco (turno vespertino)
Escuela Secundaria Técnica #34
Colegio de Bachilleres de Tabasco plantel 48

## Religión
La mayoría de la población es católica y el 24 de junio celebran a san Juan el Bautista, además de las celebraciones del Día de Muertos, Semana Santa y Nuestra Señora de Guadalupe.

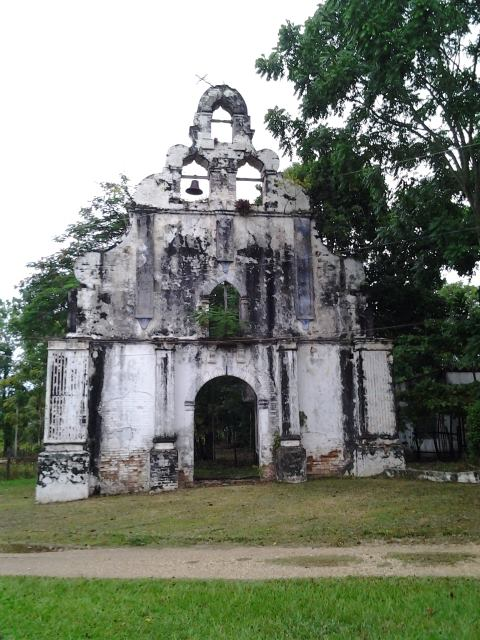
Antigua iglesia de Villa Chable Tabasco

 Monumento Histórico